# Король эльфов (рассказ)
«Король эльфов» (англ. The King of the Elves) — рассказ Филипа Дика, впервые опубликованный в журнале Beyond Fantasy Fiction в 1953 году.

## Сюжет
Старик Шардаш Джонс является хозяином бензоколонки рядом с разбитым шоссе в небольшом городке Дерривилль. Клиентов почти нет, так как в двадцати милях от шоссе находится качественная скоростная магистраль, которую и предпочитают большинство автомобилистов. Зарабатывает он мало, но достаточно для жизни одинокому старику.
Однажды вечером около своей бензоколонки Шардаш обнаруживает небольшой отряд эльфов во главе со своим королём; отряд был разгромлен троллями, шёл сильный дождь, эльфы промокли, а король заходится хриплым кашлем. Старик приглашает их переночевать. Вскоре король эльфов умирает, но перед смертью завещает, чтобы новым предводителем его отряда стал приютивший их человек, Шардаш…

## Экранизация
Walt Disney Animation Studios разрабатывает экранизацию — трёхмерный анимационный фильм. Проект анонсирован в 2008 году, изначально фильм должны были снять режиссёры мультфильма «Братец медвежонок». Релиз был назначен на 2012 год, но фильм отложили на полку в декабре 2009 года. В июле 2010 года работа над «Королём эльфов» продолжились, режиссёром назначен Крис Уильямс, режиссёр «Вольта». В июне 2011 года новым режиссёром, а также сценаристом назначен Майкл Марковиц.